# باشگاه فوتبال دینامو سمرقند
باشگاه فوتبال دینامو سمرقند (ازبکی: Динамо Самарқанд Футбол Клуби، تاجیکی: Dastai Futboli Dinamo Samarqand , روسی: футбольный клуб "Динамо Самарканд") یک باشگاه فوتبال ازبکستانی است که در شهر سمرقند مستقر است. این تیم درحال حاضر در لیگ حرفه‌ای ازبکستان بازی می‌کند.

## تاریخچه
باشگاه دینامو سمرقند یکی از قدیمی‌ترین باشگاه‌های ازبکستان است. این باشگاه در سال ۱۹۶۰ تأسیس شد. بعداً باشگاه در یکی از مناطق منطقه‌ای لیگ دوم اتحاد جماهیر شوروی شروع به بازی کرد. در سال ۱۹۹۲ این باشگاه در لیگ ازبکستان با نام ماروقند سمرقند بازی کرد. فصول ۱۹۹۴ و ۱۹۹۸ در لیگ اول شرکت کردند. در فصل 2000 FK دینامو نایب قهرمان جام ازبکستان شد، در فینال مقابل داستلیک شکست خورد و لیگ چهارم را که بالاترین رتبه باشگاه است، به پایان رساند. این فصل، موفق‌ترین نتیجه تاریخ این باشگاه بود.

### تاریخچه تغییر نام
- ۱۹۶۰–۱۹۶۳: دینامو سمرقند
- ۱۹۶۳–۱۹۶۷: اسپارتاک سمرقند
- ۱۹۶۷–۱۹۶۸: سغدیه سمرقند
- ۱۹۶۸–۱۹۷۰: سمرقند
- ۱۹۷۰–۱۹۷۶: Stroitel Samarqand
- ۱۹۷۶–۱۹۹۱: دینامو سمرقند
- ۱۹۹۱–۱۹۹۳: Maroqand Samarqand
- ۱۹۹۳–۱۹۹۷: دینامو سمرقند
- ۱۹۹۷–۱۹۹۸: افراسیاب سمرقند
- ۱۹۹۸–۲۰۰۰: سمرقند
- ۲۰۰۰–۲۰۰۸: سمرقند-دینامو
- ۲۰۰۸–اکنون: دینامو سمرقند

## ورزشگاه
دینامو سمرقند مسابقات خانگی خود را در ورزشگاه دینامو انجام می‌دهد. این ورزشگاه در سال ۱۹۶۳ ساخته شد و در ابتدا ۱۳۸۲۰ تماشاگر را در خود جای داده‌است. در سال ۲۰۱۱–۲۰۱۲ ورزشگاه بازسازی شد و کارهای بازسازی در سپتامبر ۲۰۱۱ به پایان رسید. ظرفیت ورزشگاه بازسازی شده به ۱۶۰۰۰ نفر افزایش یافت.

## افتخارات
- لیگ ازبکستان :

مقام چهارم: ۲۰۰۰
- لیگ اول ازبکستان :

نایب قهرمان (۲): ۱۹۹۴، ۱۹۹۸
- جام ازبکستان :

نایب قهرمانی (۱): ۲۰۰۰